# Martin Stranzl
Martin Stranzl (Güssing, 16 juni 1980) is een Oostenrijks voetballer die bij voorkeur als verdediger speelt. Hij verruilde in januari 2011 Spartak Moskou voor Borussia Mönchengladbach. Stranzl speelde in de periode 2000-2009 in totaal 56 interlands voor de Oostenrijkse nationale ploeg en scoorde drie keer. Hij maakte zijn debuut voor de nationale ploeg op woensdag 29 maart 2000, in een oefeninterland tegen Zweden (1-1) in Graz.